# Ana da Silva
Ana Paula de Lima Pita da Silva est une musicienne, essentiellement connue comme membre fondatrice du groupe de rock post-punk The Raincoats.

## Carrière
Née sur l'île de Madère au Portugal, elle grandit sans télévision et avec peu d'accès à la culture populaire. Elle est exposée à la musique par la radio et, enfant, elle est profondément émue par le rock and roll des Beatles et des Rolling Stones. Elle intègre l'université de Lisbonne pour étudier la philologie germanique entre 1968 et 1974. Da Silva s'installe à Londres en décembre 1974 et, alors qu'elle étudie au Hornsey College of Art, elle forme les Raincoats avec Gina Birch en 1977. Elle travaille au magasin Rough Trade à Ladbroke Grove alors qu'elle est dans le groupe.
En 1984, elle assure les chœurs sur « Bachelor Kisses » des Go-Betweens,. Après avoir sorti trois albums, les Raincoats se séparent en 1984. Da Silva continue à collaborer avec le batteur Charles Hayward de This Heat (l'un des nombreux batteurs qui étaient passés par les rangs des Raincoats) sous le nom de duo Roseland. Ils abandonnent le projet après avoir enregistré quelques démos.
Elle continue à écrire de la musique pour les productions de la chorégraphe Gaby Agis, se concentrant ensuite sur la peinture. Alors qu'elle travaille dans le magasin d'antiquités d'un cousin à Londres, elle rencontre Kurt Cobain, fan de longue date des Raincoats, ce qui l'a incité à convaincre DGC de rééditer le catalogue du groupe'.
Les Raincoats se reforment et sortent un nouvel album en 1996. Da Silva publie l'album The Lighthouse de 2005. Elle tourne à Londres, à Munich, au Portugal et au Ladyfestspain à Madrid[réf. nécessaire].

## Discographie

### Albums
- 2005 : The Lighthouse.
- 2018 : Island (avec Phew)[7].

### Singles
- 2004 : In Awe of a Painting / Litany.

## Livres
2018 - Love, Oh Love (Rough Trade Books)